# 汐留川

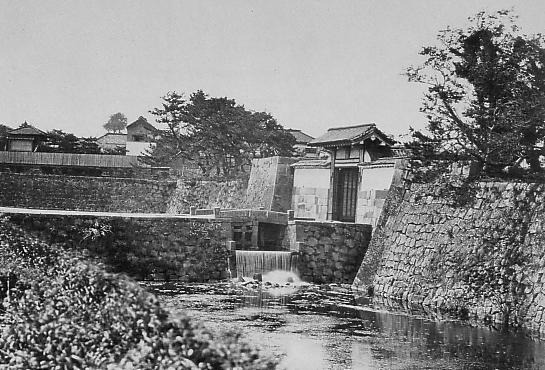
かつての江戸城虎ノ門と、当時は御堀と呼ばれた汐留川。画面左・遠景の建物が現在の霞が関コモンゲート周辺、手前の滝の上に架かる虎ノ門橋がその東のちょうど桜田通り上で、川は桜田通りに直交する形で流れていた。明治初期。

汐留川（しおどめがわ）は、東京都港区および中央区を流れ東京湾に注ぐ二級河川である。現在では大部分が埋め立てられている。

## 歴史と流路
もともとは、溜池の低湿地、およびその上流にあたる清水谷（紀尾井町周辺）、鮫川（新宿区若葉および信濃町駅周辺）、太刀洗川（檜町公園の池から北東へ流下）を水源とし、愛宕山の北あたりで日比谷入江へと注ぐ小規模な川があり、桜川と呼ばれていた。
17世紀・江戸時代に入ると江戸城総構えおよび江戸市街の整備工事が進み、日比谷入江は埋め立てられたが、そこに人工の水路が切られ、溜池からの流れは外濠の一画として東へ導かれる形となった。後にその河口部の海を埋め立てて浜御殿（現在の浜離宮恩賜庭園）が建設されると、それを取り囲むように水路は延長される形になったが、とくに浜御殿の西縁にあたる水路を指して汐留川と呼ぶようになった。
明治以降になると川の名は上流にまで拡大され、すなわち溜池下の虎ノ門から幸橋（#橋梁参照）、新橋、浜離宮西縁を経て海に注ぐまでを汐留川と呼ぶようにもなったが、やがて埋め立てが進み、その存在を失っていった。
虎ノ門から幸橋までは明治時代中に埋め立てられ、建築用地に転用されている。そのため山下橋方面からの外濠の水が汐留川に流れていった。土橋から下流は1951年（昭和29年）から埋め立てが始まり、その後東京高速道路の用地になったこともあって、1963年（昭和38年）には最下流部（浜離宮庭園西縁および南縁）約900mを残すのみとなった。以降はほぼそのまま、現在に至っている。

## 橋梁
- †虎ノ門橋（北緯35度40分16秒 東経139度44分58.8秒 / 北緯35.67111度 東経139.749667度） - 江戸城虎ノ門に架かっていた橋。現在の桜田通り上、虎ノ門交差点付近。写真参照。
- †新シ橋（北緯35度40分13.3秒 東経139度45分6.8秒 / 北緯35.670361度 東経139.751889度）
- †新幸橋（北緯35度40分9.8秒 東経139度45分19.2秒 / 北緯35.669389度 東経139.755333度） - 明治期に架橋。現在の日比谷通り上[注釈 3]。
- †幸橋（北緯35度40分6.8秒 東経139度45分28.5秒 / 北緯35.668556度 東経139.757917度） - 幸橋門に架かっていた橋[注釈 4]。現在JRの走るすぐ西で、第一ホテル東京前の地点。
- †土橋（北緯35度40分5.8秒 東経139度45分31.6秒 / 北緯35.668278度 東経139.758778度） - 現在の土橋交差点付近。外濠との合流点がある。
- †難波橋（北緯35度40分4.6秒 東経139度45分35秒 / 北緯35.667944度 東経139.75972度） - 東京高速道路の北側に難波橋（なんばばし）交差点がある。
- †新橋（北緯35度40分3秒 東経139度45分40秒 / 北緯35.66750度 東経139.76111度）

地名の新橋の由来にもなった橋。古い橋だが、土橋より後に（新しく）架けられたことからこの名がついたという。東海道を芝方面へ抜ける出入口であることから、18世紀以降は「芝口橋」とも呼ばれた。現在の東京高速道路下中央通り地点。写真参照。周辺に芝口河岸、その西に屋形河岸があった。
- †蓬莱橋（北緯35度39分59.5秒 東経139度45分45.3秒 / 北緯35.666528度 東経139.762583度）

現在の蓬莱橋交差点やや北、東京高速道路新橋出口付近。古くは汐留橋とも呼んだが、明治7年に後藤象二郎の蓬萊社の資金で石橋に架け替えたことから蓬莱橋と呼ばれている。
- †汐先橋（北緯35度39分52秒 東経139度45分48秒 / 北緯35.66444度 東経139.76333度） - 浜離宮恩賜庭園北方、汐先橋交差点付近。
- 中の御門橋（北緯35度39分41.3秒 東経139度45分41.7秒 / 北緯35.661472度 東経139.761583度） - 唯一残る橋で、浜離宮恩賜庭園へ渡る人道橋。

※†は川の埋め立てられた区間内にあった橋で、現存しない。但し、土橋から汐先橋までは汐留川の跡地上を東京高速道路が通っているため橋の跡地の上に高速道路の橋梁がある。

## 関連河川
- 桜川
- 外濠
- 築地川
- 三十間堀川